# Чижов, Николай Алексеевич
Никола́й Алексе́евич Чижо́в (23 марта 1803, Санкт-Петербург — 12 [24] апреля 1848, село Троицкое, Орловская губерния) — декабрист, морской офицер (лейтенант флота), участник исследовательской экспедиции на Новую Землю. Член Северного общества. Во время событий 14 декабря 1825 года вместе с офицерами и матросами Гвардейского экипажа вышел на Сенатскую площадь. Был осуждён по VIII разряду. Автор физико-географического описания острова Новая Земля. Поэт.

## Биография

### Происхождение и образование
Родился в дворянской семье Чижовых. Отец — военный советник Алексей Петрович Чижов, в 1809—1813 годах служил в Николаеве при главном командире Черноморского флота. Кавалер орденов Св. Анны 2-й и 3-й степеней. Мать — Прасковья Матвеевна, владетельница имения и 550 крепостных в селе Покровском Чернского уезда Тульской губернии.
Братья — Пётр (23.04.1807 — 26.08.1889), Павел (2.09.1808 — ?), Дмитрий (28.10.1811 — ?), Михаил (р. 21.08.1812 — ?).
По семейной традиции сыновья посвящали жизнь военной службе — Павел служил прапорщиком Свиты Его Императорского Величества по квартирмейстерской части. Пётр, Дмитрий и Михаил закончили Александровское дворянское военное училище в Туле.
Николай Чижов в 1813—1817 годах воспитывался в Николаеве «в благородном пансионе, который держал с 1813 по 1817 гг. учитель Черноморского штурманского училища господин Голубев». С 30 августа 1813 года был записан гардемарином во флот. Морскими дисциплинами занимался с преподавателем штурманского училища Дружининым. Участвовал в плаваниях по Чёрному морю на яхте «Твёрдая» и бриге «Алексей» из Николаева в Очаков и Одессу. 9 февраля 1818 году был произведён в мичманы и переведён в Балтийский флот.

### Служба
В 1818—1820 годах служил «при береге» во 2-й флотском экипаже в Петербурге. В 1821 году направлен в Архангельск для участия исследовательской арктической экспедиции на бриге «Новая Земля» в под командоанием Ф. П. Литке. В апрельском выпуске петербургского журнала «Сын Отечества» за 1823 год в обзорной статье «О Новой Земле» Чижов обобщил результаты выполненных там топографических работ и собранные сведения о топонимике, климате и животном мире, близлежащих островах и состоянии ледяного покрова, истории открытия и перспективах хозяйственного освоении территории. Он писал о возможности развития промыслов на Севере:

«Дешевизна в городе Архангельске всех припасов для построения судов могла бы сделать таковую промышленность весьма выгодною, особливо по близости берегов Новой Земли и Шпицбергена, а поморы были бы лучшими матросами на китоловных судах. Если бы таковые промыслы производились под руководством людей просвещенных, то могли бы принести неисчислимые выгоды»

По мнению историка науки В. М. Пасецкого, эта публикация Чижова в период, когда существовали мнения, что остров Новая Земля «никогда не будет нужен России», стала важной попыткой «комплексной характеристики одного из самых больших островов Русской Арктики».
По возвращении из арктической экспедиции Н. А. Чижов продолжал службу во 2-м флотском экипаже. Участвовал в проводке в Кронштадт кораблей, построенных для Балтийского флота. 21 апреля 1824 года произведён в лейтенанты. В 1825 году в составе команды 36-пушечного фрегата «Елена», спущенного на воду на Соломбальской верфи, перешёл из Архангельска в Кронштадт.
Был в близких отношениях с братьями Бестужевыми. Позднее он так отметил влияние Н. А. Бестужева на формирование его собственного образа мыслей: «Приносил ему свои статьи, он исправлял их и подавал свои советы: таким образом, привыкнув уважать его как своего наставника, я нечувствительно заимствовал у него и образ мыслей». С конца сентября 1825 года служил в Кронштадте и жил в квартире мичмана П. А. Бестужевым, адъютанта главного командира Кронштадтского порта, по предложению которого в ноябре 1825 года вступил в Северное общество — «единственно из любви к благу моих соотечественников». По словам мичмана Гвардейского экипажа А. П. Беляева, декабристы считали Н. А. Чижова в случае восстания «могущим действовать в Кронштадте».

### Причастность к мятежу и наказание
Принятый член Северного общества всего за месяц до восстания, Н. А. Чижов не участвовал в совещаниях заговорщиков, обсуждавших планы действий. Н. А. Бестужев предупредил его, что «гвардейские полки присягать не будут» и что нужно быть на Сенатской площади, «когда возмутившиеся сойдутся». Н. А. Чижов, понимавший цель тайного общества в том, чтобы «ограничить самодержавие по примеру других европейских народов, облегчить участь низшего класса людей и доставить им средства пользоваться благами, доставляемыми просвещением», думал, что «общество могло надеяться, что народ и войска поймут собственные свои пользы и будут его подпорою и что все благомыслящие люди примут в сем деле участие, хотя бы к обществу и не принадлежали». События тем не менее разворачивались вопреки планам руководителей заговора. Утром 14 декабря, встретив у назначенного места сбора И. И. Пущина и К. Ф. Рылеева, которые направлялись в казармы Измайловского полка, Чижов убедил их, что «никакая попытка поднять Измайловский полк не может быть удачна», и направился в казармы Гвардейского экипажа. Первым сообщил гвардейцам о возмущении в Московском полку и о том, что несколько рот его уже были на Сенатской площади. Вместе с офицерами и матросами экипажа пришёл туда же и лейтенант флота Чижов. Покинул площадь, убедившись, что «сие предприятие не может иметь никакого успеха».
Был арестован 17 декабря на Васильевском острове в квартире двоюродного дяди — профессора математики Д. С. Чижова и доставлен в Петропавловскую крепость
Верховный уголовный суд по обвинению в принадлежности к тайному обществу, принятии его целей и согласии на мятеж отнёс Н. А. Чижова к восьмому разряду преступников и приговорил к бессрочной ссылке на поселение в Сибирь с лишением чинов и дворянства. 29 июля 1826 года, после состоявшейся 13 числа этого месяца на корабле «Князь Владимир» — флагмане эскадры Балтийского флота — церемонии разжалования «по обрядам морской службы», бывший лейтенант был отправлен по этапу на поселение в Сибирь.

### В ссылке
В сентябре 1826 года был доставлен в Олёкминск Якутской области. 28 апреля 1829 года в оставшемся без реакции письме императору он просил о назначении в действующую армию на Кавказ, чтобы «смыть своею кровию заблуждения и поступки молодых лет». В 1832 году на очередную просьбу о переводе из Олёкминска — теперь уже по состоянию здоровья в Якутск — было получено указание: «Перевести в другое место, но не в Якутск». В январе 1833 года Н. А. Чижов был отправлен в Александровский винокуренный завод, а через некоторое время — в село Моты Иркутской губернии.
По ходатайству матери с 16 сентября 1833 года ему разрешили службу рядовым в Сибирских линейных батальонах, сначала в Иркутском, а затем — в Тобольском. 15 июня 1837 произведён в унтер-офицеры. В Тобольске расширился круг общения Чижова, в который входили переведённый сюда на поселение декабрист М. А Фонвизин, поэт П. П. Ершов, польский ссыльный Констанций Волицкий, написавший о бывшем морском офицере в своих воспоминаниях, что: «образование и благородные чувства снискали ему у всех нас уважение и приязнь».
В 1839 году переведён в Омск. С 15 февраля 1840 года — прапорщик. Уволен из армии 26 февраля 1843 года с сохранением над ним тайного надзора и запретом въезда в Москву и Петербург. Жил сначала в имении матери в селе Покровском, а потом — в селе Троицком в Орловской губернии в качестве управляющего имением княгини Н. Д. Горчаковой, жены доброжелательно относившегося к ссыльному декабристу генерал-губернатора Западной Сибири П. Д. Горчакова.
В апреле 1848 года уездный исправник по долгу службы написал орловскому губернатору П. И. Трубецкому, что Н. А. Чижов «по нахождению его управляющим в имении княгини Горчаковой в селе Троицком, Пушкино то ж, 12 числа сего апреля месяца умер».

## Поэтическое творчество
Поэтическое дарование Н. А. Чижова раскрылось в годы сибирской ссылки. В датированном 27 июня 1828 года стихотворении «Журавли» он писал о горькой участи изгнанника: 
…Свободны вы, как ветр непостоянный,

Как лоно зыбкое морей,

Как мысль, летящая к стране желанной, -

Вы чужды участи моей.

Земного раб, окованный страстями,

Подъяв слезящие глаза,

Напрасно я хочу вспорхнуть крылами

И унестись под небеса.
Одиночеству романтического пришельца, волею судьбы оказавшегося на чужбине, посвящена баллада «Нуча», написанная по мотивам тем и образов якутского фольклора". В архиве Иркутской области сохранилось дело (начато 19.09.1832 г. — завершено 23.03.1833 г.) о расследовании обстоятельств публикации в обход цензуры «стихотворения государственного преступника Чижова, напечатанном в „Московском телеграфе“ 1832 г., N8».
Кроме баллады «Нуча (Якутский рассказ)» при жизни автора увидели свет ещё два его поэтических произведения: «Русская песня» — «Литературные прибавления» к «Русскому инвалиду» (1837) и «Воздушная дева» — альманах «Утренняя заря» (1839).
В марте 1837 года Чижов в соавторстве с П. П. Ершовым написал водевиль «Черепослов», некоторые стихи которого использованы В. М. Жемчужниковым в тексте оперетты «Черепослов, сиречь Френолог», опубликованной журналом «Современник» в 1860 году и входящей в собрание сочинений Козьмы Пруткова.
В числе утраченных публицистических работ декабристов оказалась и статья Н. А. Чижова «Несколько мыслей о русской поэзии».
Некоторые стихотворения Чижова долгое время оставались неизвестными и опубликованы только в 1947 году. Как писала М. В. Нечкина, был «извлечен из забвения прекрасный поэт той плеяды — декабрист Н. Чижов, активный участник восстания 14 декабря 1825 г.».

## Память
Имя Н. А. Чижова, моряка — исследователя российской Арктики, носит один из мысов острова Екатерининский в Кольском заливе Баренцева моря. 69°12′54″ с. ш. 33°27′59″ в. д..
Н. А. Чижову посвящены страницы книг В. М. Пасецкого «В погоне за тайной века» и «Географические исследования декабристов» и Фруменкова Г. Г. и Волынской В. А. «Декабристы на Севере».
В 1919 году в городе Николаеве бывшая Глазенаповская улица была переименована в улицу Декабристов, в память участников событий 14 декабря 1825 года, среди которых были «уроженцы города Николаева братья Александр и Иосиф Поджио и воспитанник николаевского штурманского училища Николай Чижов», а в память уже лично Н. А. Чижова названа улица в другом районе города — Соляные.
Сохранившиеся остатки семейной усадьбы в селе Покровское Тёпло-Огарёвского района, в которой жил после ссылки декабрист Н. А. Чижов, внесены в реестр памятников истории и культуры Тульской области федерального и регионального значения.

## Комментарии
1. ↑  30 марта 1803 года состоялось его крещение в православной церкви во имя Рождества Св. Иоанна Предтечи в бывшем Воронцовском дворце.
2. ↑  Пётр Алексеевич Чижов, начал военную службу юнкером в 1822 году, в отставку ушёл майором в 1838 году. В 1855—1856 годах во главе Меленковской дружины № 126 Владимирского ополчения участвовал в Крымской войне. Произведён в подполковники и награждён орденом Св. Станислава 2-й степени
3. ↑  В декабре этого же года в «Сыне Отечества» был опубликован его очерк — «Одесский сад (Отрывок из Воспоминаний о Чёрном море)», в котором лирическое юношеское восприятие картин щедрой роскоши южного побережья сопоставлено со свежими впечатлениями от суровой природы Севера.
4. ↑  22 августа 1826 года срок ссылки на поселение был сокращён до 20 лет.
5. ↑  Стихотворение «Журавли» в 1861 году, уже после смерти Чижова, было опубликовано декабристом М. И. Муравьёвым-Апостолом в журнале «Библиографические записки».
6. ↑  Нуча — якутское название русских.
7. ↑  Публикация «Воздушной девы» была отмечена В. Г. Белинским в рецензии на выпуск альманаха «Утренняя заря» 1839 года — /Белинский В. Г. Полное собрание сочинений. Т. 3. — М.: АН СССР, 1953. — С. 59-69.